# Zelené Javorové pleso
Zelené Javorové pleso je jezero v horní části Zelené Javorové doliny, která je boční větví Javorové doliny ve Vysokých Tatrách na Slovensku. Má rozlohu 0,7490 ha a je 133 m dlouhé a 81 m široké. Dosahuje maximální hloubky 9,1 m a objemu 17 190 m³. Leží v nadmořské výšce 1815 m.

## Okolí
Má kruhový tvar. Na severozápadě se zvedá nejprve pozvolna a poté prudce stěna Široké, jež na západě pokračuje směrem na jih hřebenem až ke Štítu nad Zeleným a pak na jihovýchod k Žabímu vrchu Javorovému, který se nachází jižně od jezera. Z něj vybíhá na severovýchod hřeben uzavírající kotlinu jezera z jihovýchodu.

## Vodní režim
Pleso nemá povrchový přítok ani odtok. Pod povrchem z něj na severovýchod odtéká Zelený potok, který ústí do Javorinky. Po velkou část roku bývá zamrzlé. Rozměry jezera v průběhu času zachycuje tabulka:
| Rok     | Měření prováděl   | Rozloha ha | Délka m | Šířka m | Hloubka max.m | Objem m³ |
| ------- | ----------------- | ---------- | ------- | ------- | ------------- | -------- |
| 1961–67 | pracovníci TANAPu | 0,750      | 133     | 81      | 8,4           | [ 3 ]    |
| 2005    | Gregor, Pacl      | 0,7490     | [ 3 ]   | [ 3 ]   | 9,1           | 17 190   |

## Přístup
Pleso není přístupné pro veřejnost. Od  zelené turistické značky vedoucí Javorovou dolinou k němu vede neznačená stezka.